# 王春復
王春復（1507年—？），字与乐（一作學樂、学牧），號堣齋，福建泉州府晉江縣人，軍籍，明朝政治人物，嘉靖戊戌進士，官至雲南副使。

## 生平
嘉靖七年（1528年）戊子科福建鄉試第三十二名，嘉靖十七年（1538年）戊戌科三甲六十名進士。授江西泰和縣知縣，歷升南京工部郎中、贛州府知府，升任雲南副使，在金騰駐扎部隊，有政績。著有《四书、周易疑略》。

## 家族
曾祖王玘；祖父王和；父王琥。母林氏；繼母黃氏。具庆下。兄王休復、王克復、王德復。弟王三復、王速復、王初復、王礼復。